# Restrepia trichoglossa
Restrepia trichoglossa är en orkidéart som beskrevs av Friedrich Carl Lehmann och Henry Frederick Conrad Sander. Restrepia trichoglossa ingår i släktet Restrepia och familjen orkidéer. Inga underarter finns listade i Catalogue of Life.

## Bildgalleri

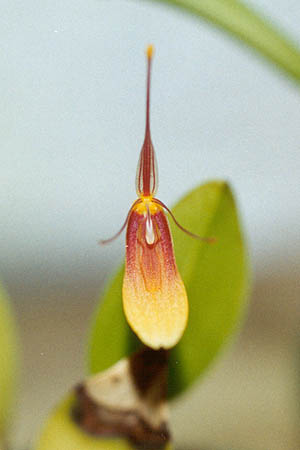
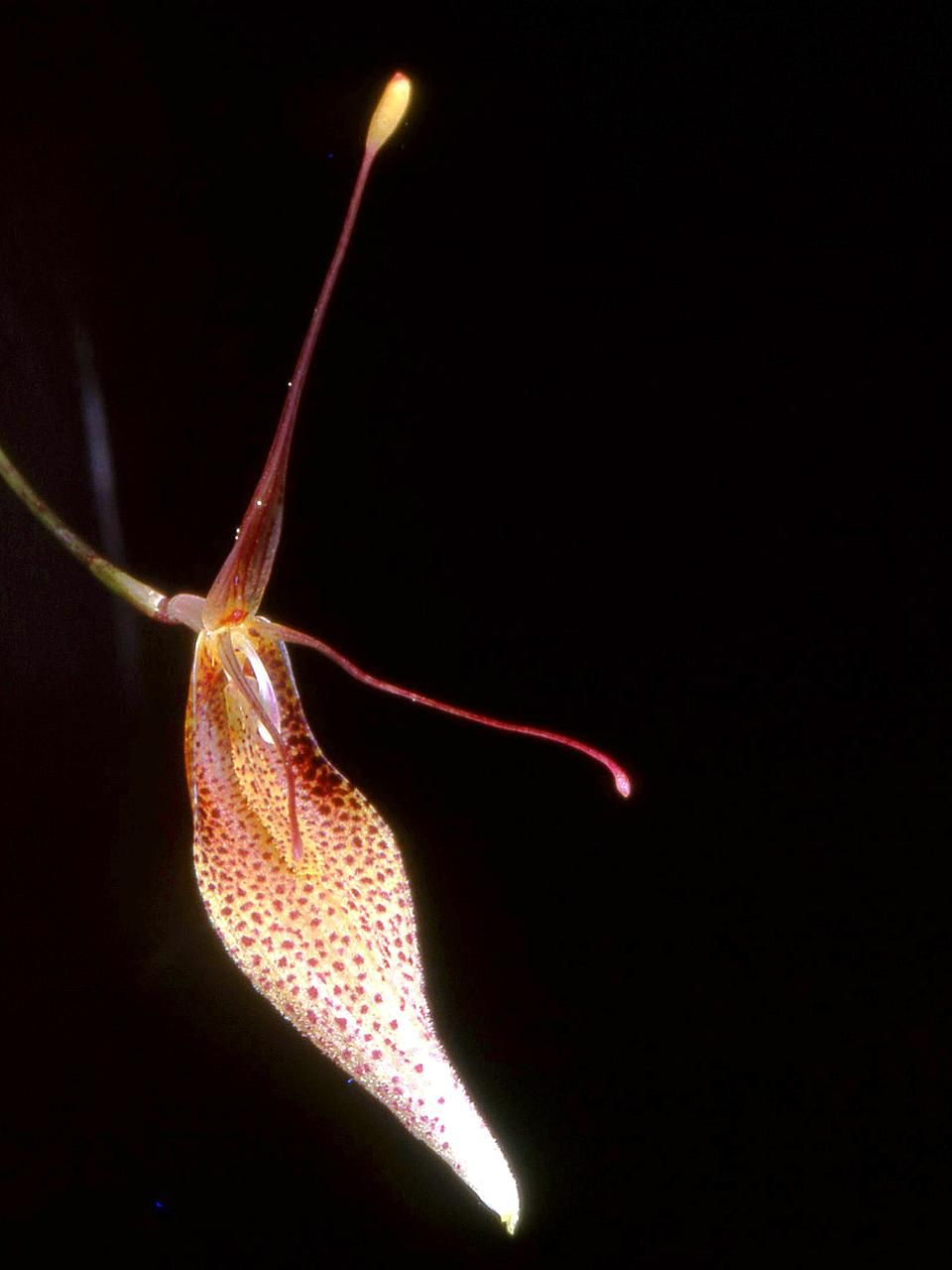
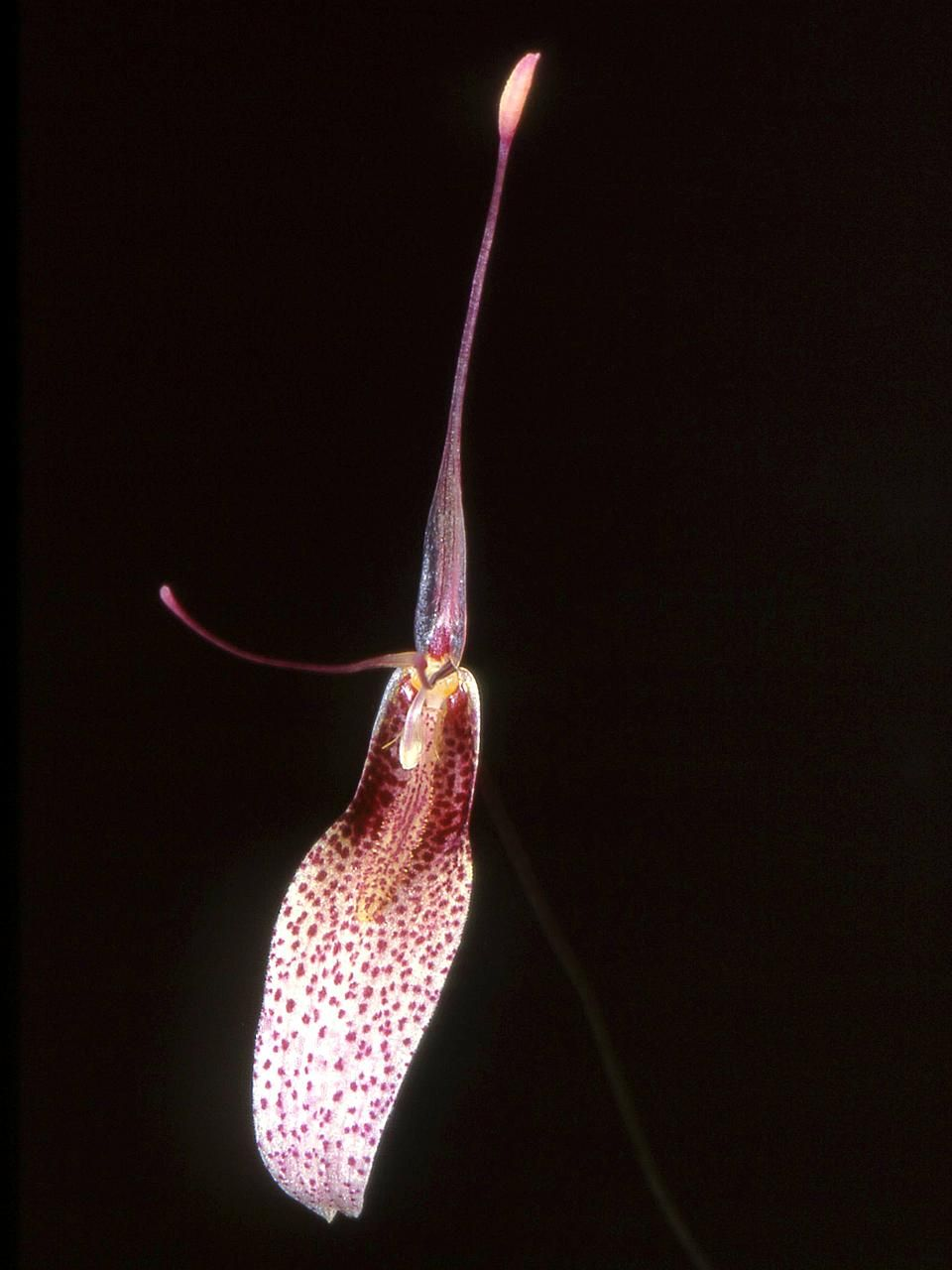